# Von Ahnska magasinet
Das Von Ahnska magasinet ist ein Hafenlager an der Storgatan in Umeå, Schweden. Es war ursprünglich eine im Jahre 1887 von Oberstleutnant Ludwig August von Hedenberg gebaute Holzscheune; der Architekt war Carl Engelbert Fridolf Sandgren. 
Das Gebäude überlebte den großen Stadtbrand von 1888 und wurde von dem (ursprünglich deutschen) Kaufmann Johan Viktor von Ahn gekauft, der es in Richtung des Flusses Ume erweiterte.
Im Jahre 2014 erwarb Umeå Energi das zwischen Von Ahnska magasinet und Gamla bankhuset gelegene Objekt, das als geschütztes Denkmal nach schwedischem Recht geführt wird.

## Nachweise
1. 1 2  Kultur. In: umeaenergi.se. Umeå Energi AB, abgerufen am 4. Mai 2014 (schwedisch).
2. ↑  von Ahnska magasinet. In: vbm.se. Västerbottens museum, archiviert vom Original am 4. Mai 2014; abgerufen am 4. Mai 2014 (schwedisch).  Info: Der Archivlink wurde automatisch eingesetzt und noch nicht geprüft. Bitte prüfe Original- und Archivlink gemäß Anleitung und entferne dann diesen Hinweis.